# François Pirette
Ne pas confondre avec Pirette, ville d'Algérie appelée maintenant Aïn-Zaouia
 (septembre 2023).
François Pirette, de son vrai nom Thierry Van Cauberg, né le 7 février 1963, est un humoriste belge francophone originaire de Jemappes (commune de Mons).

## Parcours
Sa carrière débute à la veille de ses vingt ans à la RTBF en radio le 9 janvier 1983. Il avait été engagé dans le cadre d'un travail d'étudiant en tant que standardiste durant les weekends avant d'être promu à la tête de sa propre émission dominicale, dans laquelle il proposa des canulars téléphoniques pendant près de 10 ans. Il écrit son premier one-man show en 1992 : 58 ans en 2021. En 1994, il part en France et rejoint l'équipe de l'émission de radio Rien à cirer sur France Inter avec Laurent Ruquier avec qui il reste ami et à qui il a donné goût aux sports. C'est en 1996 qu'il revient en Belgique et écrit son deuxième one-man show : J'ai très bien connu Chose. En 2004, il quitte la RTBF et rejoint la chaine privée RTL-TVI, qui lui propose sa propre émission trimestrielle : le Pirette show, dans laquelle il réalise sketches et parodies. François Pirette alterne ainsi entre Paris, la région de Verviers, la région de Mons et la Sologne (il possède une propriété dans le Loir-et-Cher).
En 2008, François Pirette joue pour des publicités pour la poste et, en 2009, il reprend ses canulars téléphoniques dans des publicités pour Kit kat. À partir d'avril 2009, il reprend sa tournée.
Après avoir écrit plusieurs One Man Show pour RTL-TVI entre 2007 et 2011 avec grand succès, la chaîne lui offre en 2012 une « émission-spectacle » mensuelle appelée Les gens d'en bas, enregistrée au « On Air Studio » de Mons. L'émission déménage au « Viage » de Bruxelles en 2013. Pour fêter ses 30 ans de carrière il organise une tournée appelée C'était trop 30 ans qu'il jouera partout en Wallonie et à Bruxelles de Février à Décembre 2014. En mai il enregistre le spectacle de la tournée pour RTL-TVI à l'espace Magnum à Colfontaine. Il réalise plusieurs émissions de 2014 à 2017, celles-ci réalisent des records d’audiences dont 2 dépassent les 750 000 téléspectateurs. Au printemps 2018, il part en tournée pour 2 mois partout en Belgique francophone avec son spectacle François Pirette fait son comic’out, qu’il enregistre au Théâtre royal de Namur. En décembre 2018, il repart en tournée pour 10 dates avec son spectacle Comique de garde, qu’il enregistre au Théâtre communal de Binche.

## Personnages
Ses spectacles se déroulent sous forme de sketchs dans lesquels il incarne divers personnages dépeignant la société belge, largement inspirés de sa région natale et de sa propre famille. Il s'est rendu célèbre avec ces quelques personnages
- Amédée, octogénaire habitant dans une maison de retraite
  - Développé lors de son émission radiophonique, Amédée est placé en maison de retraite par son neveu. On lui connaît 2 camarades de chambre : Vital et Toussaint. À comprendre le spectacle l'histoire d'Amédée, on comprend que le personnage serait atteint de la maladie d'Alzheimer, ce qui met en doute son vrai passé.
  - Signes distinctifs : le peignoir, le plaid à carreau et la canne.
  - Répliques connues : « Infirmière ?! Y m'faut faire ! » ; « Hééé, gaillard ! »
- La maman de Nathalie
  - Personnage sans prénom connu, on ne lui connaît que son entourage : son mari Gérard, sa fille Nathalie et son amie Liliane. Elle est une vraie caricature de la femme au foyer belge de classe moyenne, madame Tout-le-Monde en quelque sorte.
  - Signes distinctifs : sa robe de nuit et ses bigoudis qu'elle porte en permanence.
  - Répliques connues   : « Nathaliiiiiie ! » (tout en criant) « On devient ce qu'on mange… Mange ton boudin ! »
- Nathalie, adolescente
  - Fille de la ménagère, c'est une adolescente à l'image de nombreuses ados belges de Wallonie. Souvent occupée au téléphone avec sa meilleure amie Graziella « Grazi », elle lui fait part de ses ennuis amoureux, scolaires, parentaux et sociaux.
  - Signes distinctifs : ses longs cheveux bouclés, ses baskets à semelles compensées et son pouf gonflable.
  - Répliques connues : « Allô, Grazi ? C'est Nath' ! » ; « Mais qu'elle est susceptible, celle-là ! »
- La maman de Kevin
  - La maman de Kevin est le personnage le plus connu des Belges depuis le très célèbre sketch J'ai très bien connu Chose, dans lequel elle explique à la sauce belge qui est « Chose ». François Pirette lui a rajouté plus tard un fils, Kevin, dont elle raconte les frasques, et une fille (du moins dans quelques sketchs).
  - Signes distinctifs : son casque de mobylette rouge, son imper beige, son sac à main et un chariot de magasin.
  - Répliques connues  : « Kévin, va rapporter ça ! » ; « Vous avez connu Chose ? » ; « Kevin, je vais m'attaquer sur ta tête ! »
- Alberto Delarazzia, parodie du syndicaliste italo-belge Roberto D'Orazio ; ce dernier apparut d'ailleurs dans l'un de ses spectacles.
- M. Malangraux, professeur de gymnastique en 5e Économique.
- M. Sapin, professeur de la même classe, dit « le Grinch » par les élèves à cause de son habillement (bonnet, manteau et moufles vert sapin), il parle du nez « pincé ».
- Mme Termol, personne âgée vivant seule dans sa maison avec son chien Saddy. Elle a été découverte dans une série de sketchs du spectacle Maisons du peuple (17 mai 2009), accompagnée par une « amie » : Mme Boekaert. Elle est également apparue de nombreuses fois dans les nouveaux canulars de Pirette « Aïe ! Phone »
- M. Marius, Employé chez Belfius.
- L'ouvrier : Ce personnage est inspiré d'un ouvrier qui a, un jour, détruit une maison à Annevoie qui n'était pas celle qu'il devait détruire. Il a pour marotte la phrase devenue célèbre "Allô chef" ! Il est depuis réapparu dans des sketchs comme les travaux du Boulevard Tirou de Charleroi, la réfection des centrales de Doel ou encore les gilets jaunes.

## Engagement politique
Il a également réalisé des sketchs évoquant les tensions communautaires en Belgique (Le Berger belge, Miss Belgique), ainsi que des problèmes politiques, en s'attaquant notamment au PS dont il se dit déçu.
En 2005, à l'époque du référendum sur la constitution européenne, il écrit un sketch virulent sur les politiciens séparatistes flamands.
Son spectacle Asile politique diffusé le 18 décembre 2007 sur RTL-TVI a rassemblé 950 000 Belges en moyenne avec un pic, à 21 h 13, de 1 048 000 téléspectateurs. Dans ce spectacle, il caricature notamment la situation politique belge, ou encore la famille royale.
Il est invité le 17 janvier 2008 dans l'émission française Ce soir (ou jamais !), ce soir-là consacrée à la Belgique, où il intervient  sur le thème du séparatisme flamand.

## Collaborations
François Pirette a collaboré sur scène avec d'autres humoristes comme les Frères Taloche, Pierre Aucaigne, GuiHome, etc. Il a également fait intervenir dans ses sketches certains de ses amis sportifs, comédiens ou chanteurs célèbres tels que Jean-Michel Saive, Justine Henin, Émilie Dequenne, Frédéric François, Mikelangelo Loconte, Salvatore Adamo, Julie Taton, Le Grand Jojo, François Damiens, Alain Doucet, GuiHome, Jimmy Labeeu, Les Jumeaux, La bande de jeunes. Il participe également au casting du film La Grande Mésaventure (film) de Thomas Latour qui sortira courant de l'été 2019.

## Spectacles
- François Pirette sur scène (1989) uniquement disponible en CD
- Reprise de Dominique Nic Nic de Sœur Sourire (ou Jeanne Deckers) 1963
- Tout Nouveau (1994) inédit en vidéo et en audio
- 1. 58 ans en 2021 (TOURNÉE 1992, enregistrée au Centre culturel de Seraing)
- 2. J'ai très bien connu Chose (TOURNÉE 1996, enregistrée au Théâtre du Trocadéro à Liège)
- 3. Le futur a de l'avenir (TOURNÉE 1998, enregistrée au Cirque des variétés de Liège)
- 4. Pirette & friends (2000) (Cirque des variétés de Liège)
- 5. Pop art (TOURNÉE 2001, enregistrée au Comédie Central à Charleroi)
- 6. Libres et égo! (2003) (Forest National)
- 7. Chaleur charbon (TOURNÉE 2005-2006, enregistrée au Palace d'Ath)
- 8. Un jour, je serai optimiste (TOURNÉE 2007, enregistrée au Cirque Royal à Bruxelles)
- 9. Asile politique (2008)  (Comédie Central de Charleroi)
- 10. 1913 - Amédée, son histoire (presque) vraie (2008) (Comédie Central de Liège)
- 11. Wallowine (2008) (Comédie Central de Charleroi)
- 12. Pirette des Caraïbes (2008) mini-série diffusée sur RTL-TVI
- 13. Maisons du peuple (2009)
- 14. Crève Générale (2009) (Comédie Central de Charleroi)
- 15. Retour à Boriwood (2009) (Salle de basket "Mons Arena" à Jemappes)
- 16. Ça va mieux merci (TOURNÉE 2010, enregsitrée au Palais de Beaux-Arts de Charleroi)
- 17. Chaud, le marrant show (2010) (Centre Culturel de Sambreville)
- 18. Jingles Belges (2010) (Comédie Central de Charleroi)
- 19. Pays de cocagne (2011) (Comédie Central de Charleroi)
- 20. Happy bordel to you (2011) (Comédie Central de Charleroi)
- 21. Rire sur la ville (2011) (Spirou Dôme de Charleroi)
- 22. Les Gens d'en Bas 1 (2012) (On Air Studio de Mons)
- 23. Les Gens d'en Bas 2 (2012) (On Air Studio de Mons)
- 24. Les Gens d'en bas sont en blocus (2012) (On Air Studio de Mons)
- 25. Les Gens d'en bas sont déjà belges (2012) On Air Studio de Mons)
- 26. Les Gens d'en bas sont remontés (2012) (On Air Studio de Mons)
- 27. Rire sur la ville 2 (2012) (Palais des Beaux-arts de Charleroi)
- 28. Les Gens d'en bas font leurs cartons (2013) (Viage à Bruxelles)
- 29. Les gens d'en bas chantent sous la pluie (2013) (Viage à Bruxelles)
- 30. Les gens d'en bas sortent le bulgomme (émission spéciale avec Michel Drucker) (2013) (Viage à Bruxelles)
- 31. Les gens d'en bas font leur joyeuse rentrée (2013) (Viage à Bruxelles)
- 32. Les gens d'en bas ont été sages (2013) (Viage à Bruxelles)
- 33. François Pirette nous enguirlande (2013) (Viage à Bruxelles)
- 34. Le Grand Joke Box Face A (2014) (Cirque Royal de Bruxelles)
- 35. Le Grand Joke Box Face B (2014) (Cirque Royal de Bruxelles)
- 36. C'était trop 30 ans (TOURNÉE 2014, enregistrée à l'Espace Magnum à Colfontaine (Wasmes))
- 37. Tu parles, Charles (2014) (Théâtre Trocadéro de Liège)
- 38. Rire sur la ville 3 (2014) (Palais des Beaux-arts de Charleroi)
- 39. Le Pirette à venir (2015) (Théâtre Marni à Bruxelles)
- 40. Le Pirette à craindre (2015) (Théâtre Marni à Bruxelles)
- 41. Le Pirette Ailleurs (2015) (Théâtre Marni à Bruxelles)
- 42. Niveau 5 (2015) (Théâtre Marni à Bruxelles)
- 43. Le Pirette En Forme (2016) (Théâtre Marni à Bruxelles)
- 44. Le Pirette en retard (2016) (Théâtre Marni à Bruxelles)
- 45. Pirette est de retour. Mais non? Messie! (2016) (Théâtre de Binche)
- 46. Bla Bla Land (2017) (Espace Magh Bruxelles)
- 47. Complètement ma boule (2017)(spécial Noël) (Théâtre du Trocadéro de Liège)
- 48. François Pirette fait son comic'out (TOURNÉE PRINTEMPS 2018, enregistrée au Théâtre Royal de Namur)
- 49. Comique de garde (TOURNÉE Décembre 2018, enregistrée au Théâtre communal de Binche)
- 50. Borain des bois (TOURNÉE 2019, enregistrée au Théâtre Royal de Mons)
- 51. SRAS et paillettes (2021) (Réalisé en studio sur fond vert et avec les applaudissements du tournage de François Pirette fait son comic'out enregistré en mars 2018 au théatre royal de Namur)
- 52. Mad in Belgium (2021- en cours…)(Émission diffusée 3 dimanches de suite, 2 fois par an, et enregistrée à La Comédie en Île à Liège)
- 53. Les années VHS (2024) (Spectacle best-of 40 ans de scène enregistré à Verviers, Sambreville, Péruwelz et Saint-Ghislain)
- 54. XYZ, trois générations (TOURNÉE 2024, enregistrée partout en Belgique)
- 55. Pirette, pro-fête en son pays (TOURNÉE 2025)

## Pièces de théâtre
François Pirette a mis en scène deux pièces de théâtre francophones, dans lesquelles il est également acteur.
- Le père Noël est une ordure
- La Bonne Planque

## Série
- Formidables (2020) RTL-TVI

## DVD
François Pirette a sorti plusieurs DVD 
- "Tout Tout Tout Pirette" (12dvd)
- "Et 8 qui font 20" (8dvd)
- "Les Gens d'en bas,volume 1" (2dvd)
- "C'était trop 30 ans,Le Grand Joke Box" (2dvd)